# Abdoulaye Sissako
Abdoulaye Sissako (ur. 26 maja 1998 w Clichy) – francuski piłkarz pochodzenia malijskiego grający na pozycji defensywnego pomocnika. Od 2019 jest zawodnikiem klubu SV Zulte Waregem. Jest bratem Moussy Sissako, także piłkarza i reprezentanta Mali.

## Kariera klubowa
Swoją piłkarską karierę Sissako rozpoczynał w juniorach takich klubów jak: RC France (2004-2012) i AJ Auxerre (2012-2015). W sezonie 2015/2016 stał się członkiem zespołu rezerw Auxerre, a w 2016 także pierwszego zespołu. W nim zadebiutował 12 sierpnia 2016 w wygranym 4:2 wyjazdowym meczu z FC Bourg-Péronnas. W zespole Auxerre występował do września 2018 roku.
We wrześniu 2018 Sissako został zawodnikiem LB Châteauroux. Swój debiut w nim zaliczył 14 września 2018 w przegranym 0:2 wyjazdowym spotkaniu z US Orléans. W Châteauroux występował do września 2019.
We wrześniu 2019 Sissako przeszedł do belgijskiego SV Zulte Waregem. 1 września 2019 zadebiutował w jego barwach w pierwszej lidze belgijskiej w zwycięskim 2:0 domowym meczu z Royalem Antwerp FC.
| Sezon   | Klub             | Kraj    | Rozgrywki              | Mecze | Gole |
| ------- | ---------------- | ------- | ---------------------- | ----- | ---- |
| 2015/16 | AJ Auxerre B     | Francja | Championnat National 2 | 5     | 0    |
| 2016/17 | AJ Auxerre       | Francja | Ligue 2                | 10    | 0    |
| 2016/17 | AJ Auxerre B     | Francja | Championnat National 2 | 10    | 1    |
| 2017/18 | AJ Auxerre       | Francja | Ligue 2                | 3     | 0    |
| 2017/18 | AJ Auxerre B     | Francja | Championnat National 3 | 18    | 0    |
| 2018/19 | LB Châteauroux   | Francja | Ligue 2                | 20    | 2    |
| 2018/19 | LB Châteauroux B | Francja | Championnat National 3 | 2     | 0    |
| 2019/20 | LB Châteauroux   | Francja | Ligue 2                | 3     | 0    |
| 2019/20 | LB Châteauroux B | Francja | Championnat National 3 | 1     | 0    |
| 2019/20 | SV Zulte Waregem | Belgia  | Eerste klasse A        | 20    | 1    |
| 2020/21 | SV Zulte Waregem | Belgia  | Eerste klasse A        | 20    | 0    |

## Kariera reprezentacyjna
Sissako ma w swojej karierze występy w młodzieżowych reprezentacjach Francji na szczeblach U-18 i U-19.